# Ricardo María Carles Gordó
Ricardo María Carles Gordó (Valencia, 24 settembre 1926 – Tortosa, 17 dicembre 2013) è stato un cardinale e arcivescovo cattolico spagnolo.

## Biografia
Ricevuto l'ordine sacro il 29 giugno 1951, nel 1953 consegue la laurea in diritto canonico.

### Episcopato
Nominato vescovo di Tortosa il 6 giugno 1969, riceve la consacrazione episcopale nella cattedrale di Tortosa il 3 agosto dello stesso anno per l'imposizione della mani dell'arcivescovo Luigi Dadaglio, poi cardinale.
Il 23 marzo 1990 viene promosso arcivescovo di Barcellona. Cessa il mandato per raggiunti limiti d'età il 15 giugno 2004 e gli succede mons. Lluís Martínez Sistach.

### Cardinalato
Elevato al rango di cardinale da papa Giovanni Paolo II nel concistoro del 26 novembre 1994, è stato membro della Congregazione per l'educazione cattolica, della Prefettura degli affari economici della Santa Sede e del Consiglio di cardinali per lo studio dei problemi organizzativi ed economici della Santa Sede.
Il 17 dicembre 2013 muore all'ospedale di Tortosa, dove era ricoverato dal 25 novembre a causa di un ictus cerebrale. La salma è stata tumulata nella navata centrale della basilica della Vergine degli Abbandonati a Valencia.

## Genealogia episcopale e successione apostolica
La genealogia episcopale è:
- Cardinale Scipione Rebiba
- Cardinale Giulio Antonio Santori
- Cardinale Girolamo Bernerio, O.P.
- Arcivescovo Galeazzo Sanvitale
- Cardinale Ludovico Ludovisi
- Cardinale Luigi Caetani
- Cardinale Ulderico Carpegna
- Cardinale Paluzzo Paluzzi Altieri degli Albertoni
- Papa Benedetto XIII
- Papa Benedetto XIV
- Papa Clemente XIII
- Cardinale Marcantonio Colonna
- Cardinale Giacinto Sigismondo Gerdil, B.
- Cardinale Giulio Maria della Somaglia
- Cardinale Carlo Odescalchi, S.I.
- Cardinale Costantino Patrizi Naro
- Cardinale Lucido Maria Parocchi
- Papa Pio X
- Cardinale Gaetano De Lai
- Cardinale Raffaele Carlo Rossi, O.C.D.
- Cardinale Amleto Giovanni Cicognani
- Cardinale Luigi Dadaglio
- Cardinale Ricardo Maria Carles Gordó

La successione apostolica è:
- Vescovo Joan Carrera Planas (1991)
- Vescovo Carles Soler Perdigó (1991)
- Vescovo Pere Tena i Garriga (1993)
- Vescovo Jaume Traserra Cunillera (1993)
- Arcivescovo Joan Enric Vives i Sicília (1993)
- Vescovo Juan Piris Frígola (2001)
- Arcivescovo Josep Ángel Sáiz Meneses (2001)
- Vescovo Román Casanova Casanova (2003)